# Made in Japan

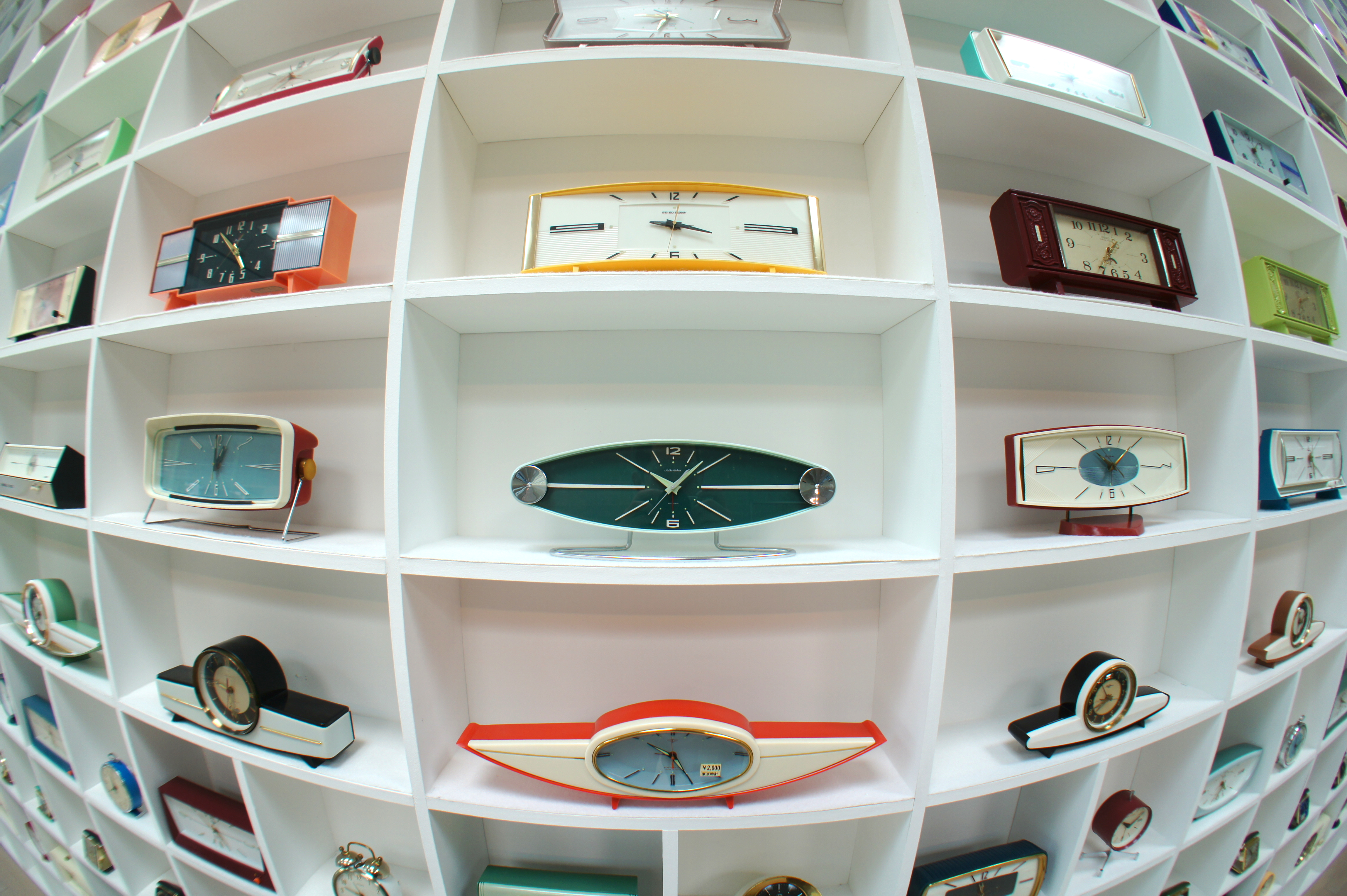
Made in Japanの置時計
山田訓氏所蔵「MADE IN JAPANの置時計 1960年代を中心に」展より

Made in Japan（メイド・イン・ジャパン、日本製）とは、「日本で製造」された製品であることを示す表記。

## 概要
近代に入り、輸出が始まった日本製品は、必ずしも良質とはいいがたい場合も多く、海外での評判も現在ほど良いものではなかった。ソニーグループ創業者の盛田昭夫は「戦前から、日本製の高級品は外国ではほとんど知られていなかった。それどころか、日本製のレッテルをつけた商品は（一般には）品質が悪いというイメージが定着していた」と述べている。
それでも徐々に日本製は台頭していき、1919年のヴェルサイユ条約の会議に使われた鉛筆はすべて日本製だったと伝わる。元陸軍大将宇垣一成は1946年に1936年を回想して「（陸軍の動きに対し）これはどうも大変な事だ。その当時の日本の勢というものは産業も着々と興り、貿易では世界を圧倒する。南洋、豪州、インドは無論のこと、南米からアフリカまでどんどん行って、英国をはじめ合衆国ですら悲鳴をあげている。日本が安い品物をどんどん造って押し出してくる、日本品とは競争が出来ぬ、ということになって来かけておる時だ。この調子を五年か八年続けていったならば、日本は名実ともに世界一等国になれる。……だから今下手に戦などを始めてはいかぬ。……」と述べている。
第二次世界大戦後の復興と高度経済成長の中、超円安による低賃金と効率的な大量生産を実現した日本製品は模倣品と言われつつも世界を席巻した。「産業のコメ」半導体産業でも日本メーカーが躍進した。
日本経済が絶頂にあった当時のハリウッド映画バック・トゥ・ザ・フューチャー PART3（1990年）の劇中、1955年のドクが「安物を使うからだ。見ろ、Made in Japanと書いてある。」と言ったのに対し、マーティが「なに言ってんのドク。最高のものはみんな日本製だよ。」と返し、「信じられん。」とドクが驚くというシーンがある。
1980年代には、企業のグローバル化や、プラザ合意による円高、中国の改革開放などから、日本より地代や人件費の安い、アジア諸国へ生産拠点の移転が進んだ。日本の大量生産方式は民族、国に関係なく導入できる「科学的な手法」であった。このため日本製は高品質・高価格帯へとシフトすることになり、日本製品は高級品として定着する。東京の秋葉原・新宿・渋谷・池袋・有楽町、大阪の日本橋・難波・心斎橋・梅田などに来訪する外国人にとって日本製品の人気は高く、おみやげや転売の目的から高価格帯の製品を多数買い求める例も多い。
しかし、バブル崩壊後日本企業は競争力を低下させていく。メイドインジャパンも次第に「過剰品質」と捉えられ、超高級ブランドでは欧州に、コモディティ製品やハイテク製品ではアジアに苦戦するという構図に苦しむことになる。特にかつて強い存在感を持っていた「日の丸家電」の凋落は著しい。1980年代に日本の半導体メーカーは、品質が世界一と称賛されたが、その後、主要な用途が大型コンピュータからパソコンに変化する中で、「10年以上保証」などにこだわったことが仇となり、今日では、外国のメーカーに惨敗している。同様の構図が、携帯電話、パソコン、家電などでもみられる。バブル崩壊後もシェアを維持してきた高級カメラ産業でも海外への移転が起きている。
失われた30年を経たのち、半導体などのシェアは大きく減少、日本製の優位分野は完成品ではなく主に先端部品や素材となっている。

## Assembled in Japan
パーソナルコンピュータを始めとする製品群には、国外で製造された主要な部品を「輸入」し、筐体への組立てや検査のみを日本国内で行い、出荷する事例がある。日本では不正競争防止法などの定義により、「商品価値が付与された地」が「生産地」と見なせるため、マウスコンピューター、VAIO、レノボ、富士通、NECなどが「日本国内の工場」で「最終組み立て」を行う製品に「Made in Japan」と表記している。
生産地を明確にする場合は「Manufactured in Thailand, Assembled in Japan」（タイ王国で製造、日本で組立ての場合）のように表記するか、主要構成部品の製造国のみを記す。
同じように中国の工場などで組み立てられた「Made in China」などの製品でも、日本製の部品が使われていることがある。
アジア圏では「Made in Japan」の電気製品にニーズがあるため、あえて日本国内での組み立てや最終検査を行うメーカーもある。

## Made in Occupied Japan

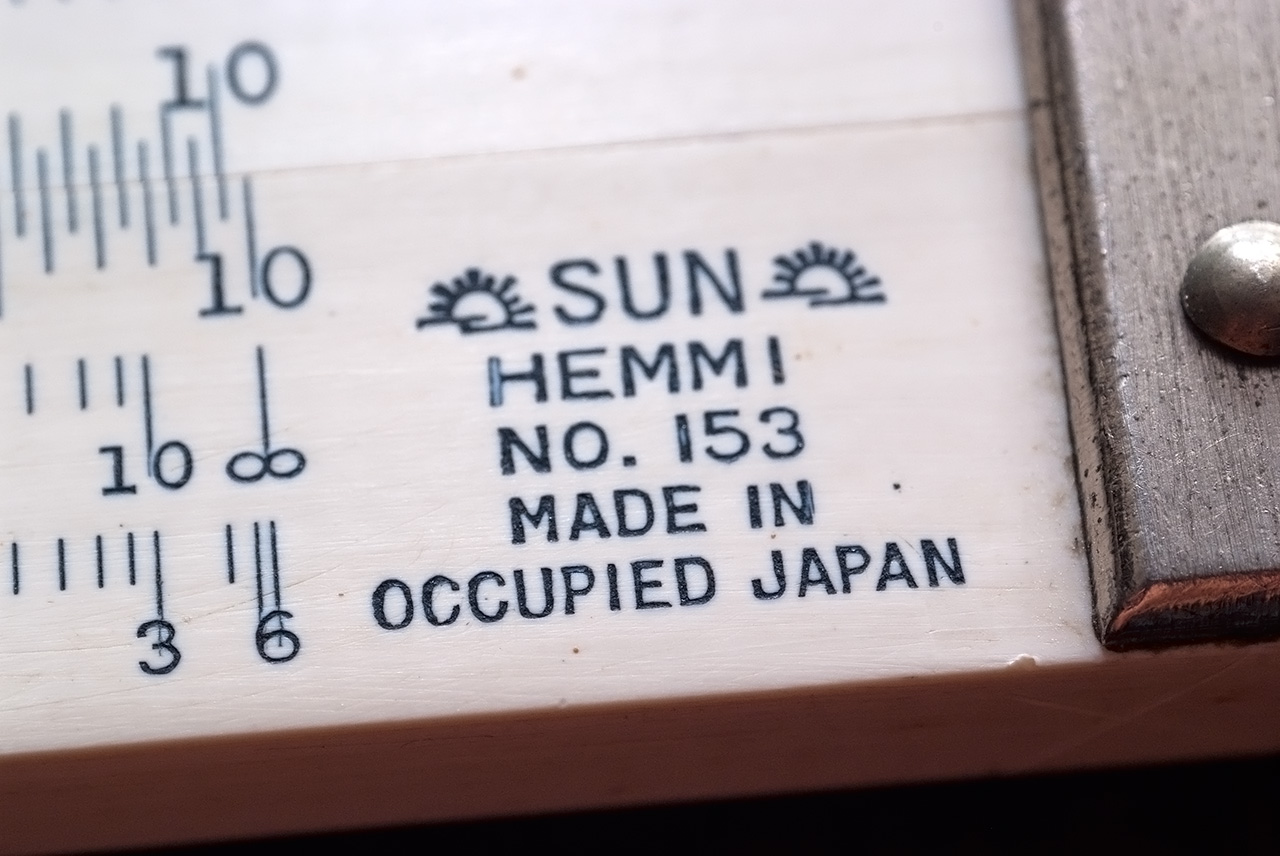
MADE IN OCCUPIED JAPANと表示されたヘンミ計算尺

戦後占領期の日本では、1947年（昭和22年）2月の連合国軍最高司令官指令として、輸出向け製品に Made in Occupied Japan （占領下日本製）と表示することが義務付けられた。1949年（昭和24年）12月には連合国軍最高司令官指令として"Made in Japan"や"Japan"表示も認められ、義務ではなくなった。これらは"Made in Japan"から想起される品質であるとは限らないが、コレクターの間では「Occupied Japanもの」「MIOJもの」などと呼ばれ、特別な価値を持って取引されている。北米では人気が高い。陶磁器や玩具がよく知られているが、カメラや双眼鏡のような光学機器、計算尺のような製品もある。
同様に、枢軸国側のドイツでも連合軍軍政期（1945年 - 1955年）において Made in U.S.Zone Germany （合衆国統治地域のドイツ製）などと表示された。

## 日本メーカー製
「日本に本社がある企業が発売している製品」という意味である。日本に本社がある企業が海外の工場で生産した製品や、海外メーカーのOEMという事が多く、日本製ではない事が多いので注意が必要。かつてはスイッチングハブが「日本メーカー製電解コンデンサー使用」と謳って販売される事が多かった。

## 国内製造への回帰
2000年代、日中関係の悪化から日本へ工場を戻したり、技術や知的財産の情報漏洩を危惧した日系企業が、中国から工場を撤退させ、シャープ亀山工場のように、日本を中心とした生産拠点を持つ場合も多くなった。
2000年代以降は中国の賃金が上昇し、コスト的な有意差が少なくなったことや、オートメーション技術の進化により、装置産業では中国に工場を建設するメリットが薄くなり、1000円台で量販される腕時計の場合、自動化した工場では中国生産と同等のコストで製造が可能となっている。一方で装置産業でもパンティストッキングように製造以外で人手が必要な品種はコスト的に中国が有利とされる。国内に流通するトイレットペーパーの大半（2020年時点で97％）は国産で原材料も国内で調達されている。
宝飾品メーカーなどでは海外への生産拠点移行後も高額なモデルの製造を国内で続けており、機械式をはじめとした高級腕時計ではザ・シチズンやグランドセイコーなど国内生産モデルをブランド化しているシリーズもある。またMINASEやノットのように日本製を強調して新規参入するメーカーもある。手作業が基本の鞄メーカーでは、一貫して国内生産を続けることでブランドイメージを保つ例がある。
しかし中国から撤退した際に国内よりもASEAN諸国に移転する場合が依然として多く、空洞化傾向は変わっていないと指摘される。

## Used in Japan
日本で使用されていた中古品は保存状態が良い物が多く、買い替えサイクルの早さといった背景から来る｢高品質・低価格｣という現状から活発に貿易の対象となっている。
1970年代から80年代に日本で製作された高品質のギターは「ジャパン・ヴィンテージ」と通称されている。